# فانا أوتبا
فانا أوتبا (بالإنجليزية: Vana-Otepää)‏ هي قرية تقع في إستونيا في مقاطعة فالغا.[بحاجة لمصدر] يقدر عدد سكانها بـ 163 نسمة .